# Mohammed Ameur
Pour les articles homonymes, voir Ameur.
Mohammed Ameur est né en 1959 à Debdou. Il est l'ambassadeur du Maroc en Belgique. Il fut ministre délégué auprès du Premier ministre, chargé de la Communauté marocaine résidant à l'étranger du Maroc dans le gouvernement El Fassi.

## Parcours
- Il est titulaire d'un doctorat d’État à l'université de Toulouse - Le Mirail en 1989 en aménagement urbain, d'un doctorat de 3e cycle en géographie et aménagement à la même université et d'une licence de géographie à la faculté des lettres et des sciences humaines de Fès en 1979.

- Il occupe à partir de 2002 le poste de secrétaire général du ministère de l'Aménagement du territoire, de l'Eau et de l'Environnement.

- Entre 1998 et 2002, il occupait le poste de secrétaire général du ministère de l'Aménagement du territoire, de l'Urbanisme, de l'Habitat et de l'Environnement.

- Il a été député à la Chambre des représentants et membre du bureau du conseil (1993-1998),(2011-2016). Il est membre du bureau national de l'Union socialiste des forces populaires (USFP).

- Il est l'auteur de nombreux articles et publications sur les questions des villes et du développement du territoire et membre dans de nombreux réseaux de recherche aux niveaux national et international et a participé à diverses manifestations et conférences scientifiques nationales et internationales.

- Il est membre de l'Association du géographe marocain et membre du conseil national de l'Union socialiste des forces populaires.

- Le 15 octobre 2007, il est nommé ministre délégué auprès du Premier ministre, chargé de la Communauté marocaine résidant à l'étranger sous le gouvernement Abbas El Fassi.

- En février 2016 , il est nommé ambassadeur du Royaume du Maroc en Belgique.